# Hegymagas
Hegymagas es un pueblo ubicado en el distrito de Tapolca, en el condado de Veszprém, Hungría.

## Superficie
Posee una superficie de 7,890 kilómetros cuadrados.

## Demografía
Hasta 2019 la población era de 246 habitantes, con una densidad de población de 31,18 habitantes por kilómetro cuadrado.